# تبعد نتيجة
تبعد النتيجة هو عند البلغاء أن تعترض بين المقدمة والنتيجة ألفاظ كثيرة.